# Paul Flory
Paul John Flory (Sterling, 19 giugno 1910 – Big Sur, 9 settembre 1985) è stato un chimico statunitense, vincitore del premio Nobel per la chimica nel 1974, «per i fondamentali risultati teorici e sperimentali raggiunti nell'ambito della chimica fisica delle macromolecole».

## Biografia

### Primi anni
Dopo essersi diplomato alla Elgin High School di Elgin, Illinois nel 1927, Flory ha conseguito una laurea al Manchester College (Indiana) (ora Manchester University) nel 1931 e un dottorato di ricerca dalla Ohio State University nel 1934. La sua prima posizione fu a DuPont con Wallace Carothers.

### Carriera e scienza dei polimeri
Il primo lavoro di Flory nella scienza dei polimeri fu nell'area della cinetica di polimerizzazione presso la DuPont Experimental Station. Nella polimerizzazione per condensazione, si oppose all'ipotesi che la reattività del gruppo terminale diminuisse man mano che la macromolecola cresceva e, sostenendo che la reattività era indipendente dalla dimensione, era in grado di ricavare il risultato che il numero di catene presenti diminuiva esponenzialmente all'aumentare della dimensione. Nella polimerizzazione per addizione, introdusse l'importante concetto di trasferimento a catena per migliorare le equazioni cinetiche e rimuovere le difficoltà nella comprensione della distribuzione delle dimensioni del polimero.
Nel 1938, dopo la morte di Carothers, Flory si trasferì al Basic Science Research Laboratory dell'Università di Cincinnati. Qui sviluppò una teoria matematica per la polimerizzazione di composti con più di due gruppi funzionali e la teoria delle reti o dei gel polimerici. Ciò portò alla teoria della gelificazione di Flory-Stockmayer, che equivaleva alla percolazione sul reticolo di Bethe e in effetti rappresenta la prima carta nel campo della percolazione.
Nel 1940 si unì al laboratorio Linden, New Jersey della Standard Oil Development Company, dove sviluppò una teoria meccanica statistica per le miscele polimeriche. Nel 1943 partì per unirsi ai laboratori di ricerca di Goodyear come capo di un gruppo sui fondamenti dei polimeri. Nella primavera del 1948 Peter Debye, allora presidente del dipartimento di chimica della Cornell University, invitò Flory a tenere l'annuale Baker Lectures. Poi gli fu offerta una posizione con la facoltà nell'autunno dello stesso anno. Fu iniziato al Capitolo Tau di Alpha Chi Sigma a Cornell nel 1949. A Cornell elaborò e perfezionò le sue Baker Lectures nella sua opera più importante, Principles of Polymer Chemistry, pubblicato nel 1953 dalla Cornell University Press. Questo divenne rapidamente un testo standard per tutti i lavoratori nel campo dei polimeri, ed è ampiamente utilizzato tutt'oggi.
Flory introdusse il concetto di volume escluso, coniato da Werner Kuhn nel 1934, per i polimeri. Il volume escluso fa riferimento all'idea che una parte di una molecola a catena lunga non può occupare lo spazio che è già occupato da un'altra parte della stessa molecola. Il volume escluso fa sì che le estremità di una catena polimerica in una soluzione siano più distanti (in media) di quanto lo sarebbero se non ci fosse alcun volume escluso. Il riconoscimento che il volume escluso era un fattore importante nell'analisi delle molecole a catena lunga in soluzioni fornì un'importante svolta concettuale, e portò alla spiegazione di diversi sconcertanti risultati sperimentali del tempo. Ha inoltre portato al concetto della condizione theta, l'insieme delle condizioni in cui è possibile condurre un esperimento che fa sì che l'effetto del volume escluso venga neutralizzato. Nella condizione theta, la catena ritorna alle caratteristiche della catena ideale: le interazioni a lungo raggio derivanti dal volume escluso vengono eliminate, consentendo allo sperimentatore di misurare più facilmente le caratteristiche a corto raggio come la geometria strutturale, i potenziali di rotazione dei legami e le interazioni steriche tra i gruppi vicini. Flory ha identificato correttamente che la dimensione della catena di polimeri fusi sarebbe quella calcolata per una catena in soluzione ideale se le interazioni del volume escluse fossero state neutralizzate conducendo l'esperimento in condizione theta.
Tra i suoi risultati ci sono un metodo originale per calcolare la probabile dimensione di un polimero in soluzione, la teoria delle soluzioni di Flory-Huggins e la derivazione dell'esponente Flory, che aiuta a caratterizzare il movimento dei polimeri in soluzione.

### La convenzione di Flory
vedi la Convenzione di Flory per i particolari.
Nella modellazione dei vettori di posizione degli atomi in macromolecole è spesso necessario passare da coordinate cartesiane (x, y, z) a coordinate generalizzate. Di solito viene utilizzata la convenzione Flory per definire le variabili coinvolte. Per un esempio, un legame peptidico può essere descritto dalle posizioni x, y, z di ogni atomo in questo legame o si può utilizzare la convenzione Flory. Qui si devono conoscere le lunghezze del legame {\displaystyle {\displaystyle l_{i}}}, gli angoli di legame {\displaystyle {\displaystyle \theta _{i}}} e gli angoli diedri {\displaystyle {\displaystyle \phi _{i}}}. L'applicazione di una conversione vettoriale dalle coordinate cartesiane alle coordinate generalizzate descriverà la stessa struttura tridimensionale utilizzando la convenzione Flory.

### Anni successivi
Accettò una cattedra alla Stanford University nel 1961, divenne il Jackson-Wood Professor nel 1966 e si ritirò da lì nel 1975. Fu insignito del Premio Nobel per la Chimica nel 1974 "per i suoi fondamentali risultati, sia teorici che sperimentali, nel fisico chimica delle macromolecole." Rimase attivo dopo il suo pensionamento e consultò IBM per alcuni anni. Lui e sua moglie Emily Catherine Tabor (ora deceduta) avevano tre figli, Susan, Melinda e John. Paul J Flory morì di un attacco cardiaco a Big Sur, in California, nel 1985.
È stato inserito postumo nella Hall of Fame di Alpha Chi Sigma nel 2002.

## Opere
- (EN) Paul Flory, Principles of Polymer Chemistry, Cornell University Press, 1953, ISBN 0-8014-0134-8.
- (EN) Paul Flory, Statistical Mechanics of Chain Molecules, Interscience, 1969, ISBN 0-470-26495-0.
Ristampa del 1989: ISBN 1-56990-019-1.
- (EN) Paul Flory, Selected Works of Paul J. Flory, Stanford University Press, 1985, ISBN 0-8047-1277-8.